# Mitrapsylla surinamensis
Mitrapsylla surinamensis is een halfvleugelig insect uit de familie bladvlooien (Psyllidae). De wetenschappelijke naam van deze soort werd voor het eerst geldig gepubliceerd door Šulc in 1914.